# Pieve di San Bartolomeo (Barberino di Mugello)
La pieve di San Bartolomeo è un edificio religioso situato a Galliano di Mugello, nel comune di Barberino di Mugello.

## Storia e descrizione

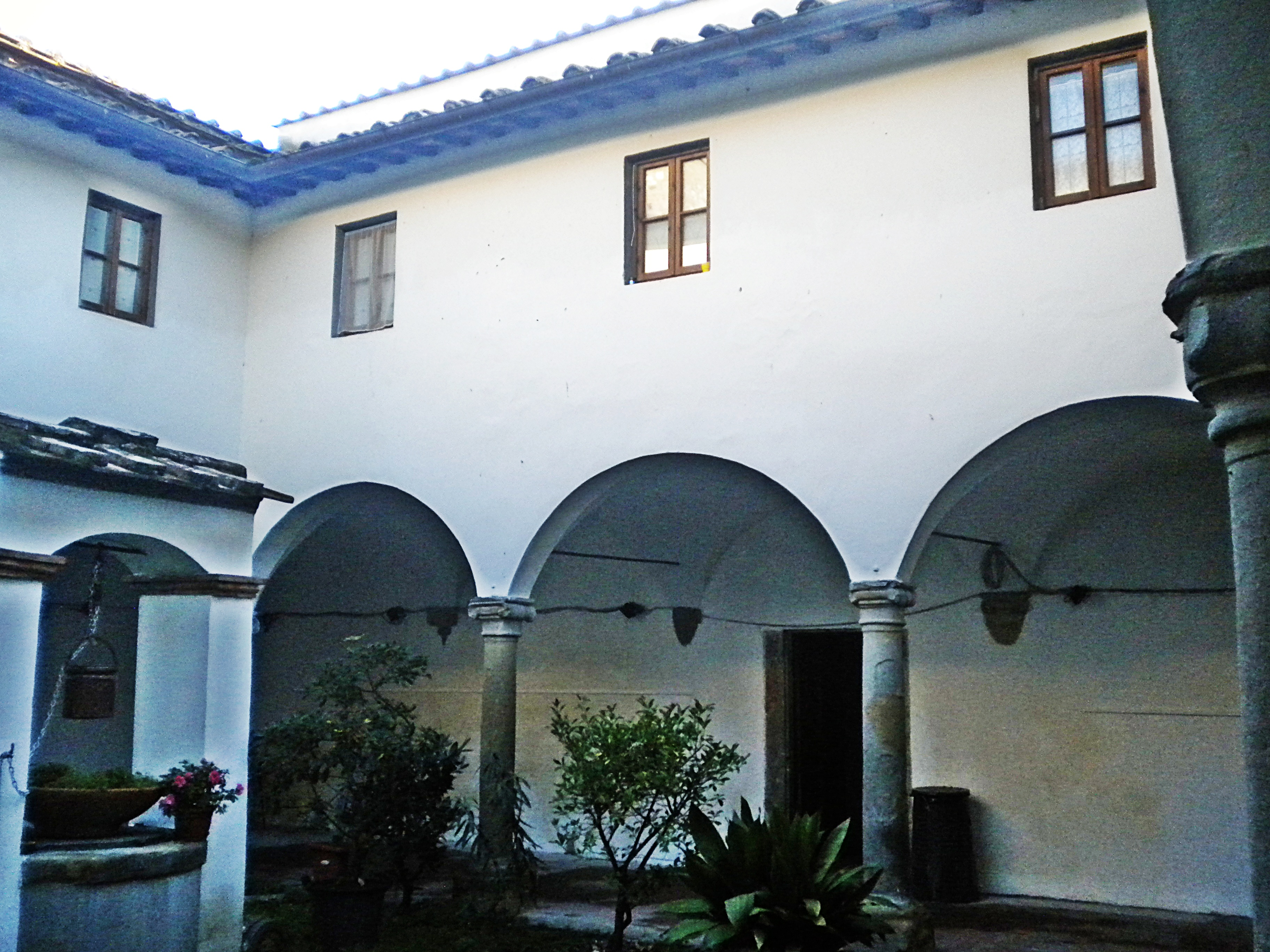
Il chiostro

Di origine antichissima, ebbe il patronato degli Ubaldini da Galliano. L'edificio attuale risale al 1845 – 1847.
All'interno si conservano alcune opere rilevanti, tra cui un dipinto su tavola con la Madonna col Bambino, attribuito a Margaritone d'Arezzo e una pala d'altare raffigurante la Madonna col Bambino e quattro santi, di scuola fiorentina della seconda metà del XV secolo, proveniente dalla chiesa di Santo Stefano a Rezzano; la cupola del coro conserva affreschi di Tito Chini (1920).
Dal chiostro annesso alla chiesa si accede all'oratorio della Compagnia, in cui si conserva una pala d'altare con elegante cornice, raffigurante l'Annunciazione, attribuita alla bottega del Ghirlandaio.